# Томас Нольден

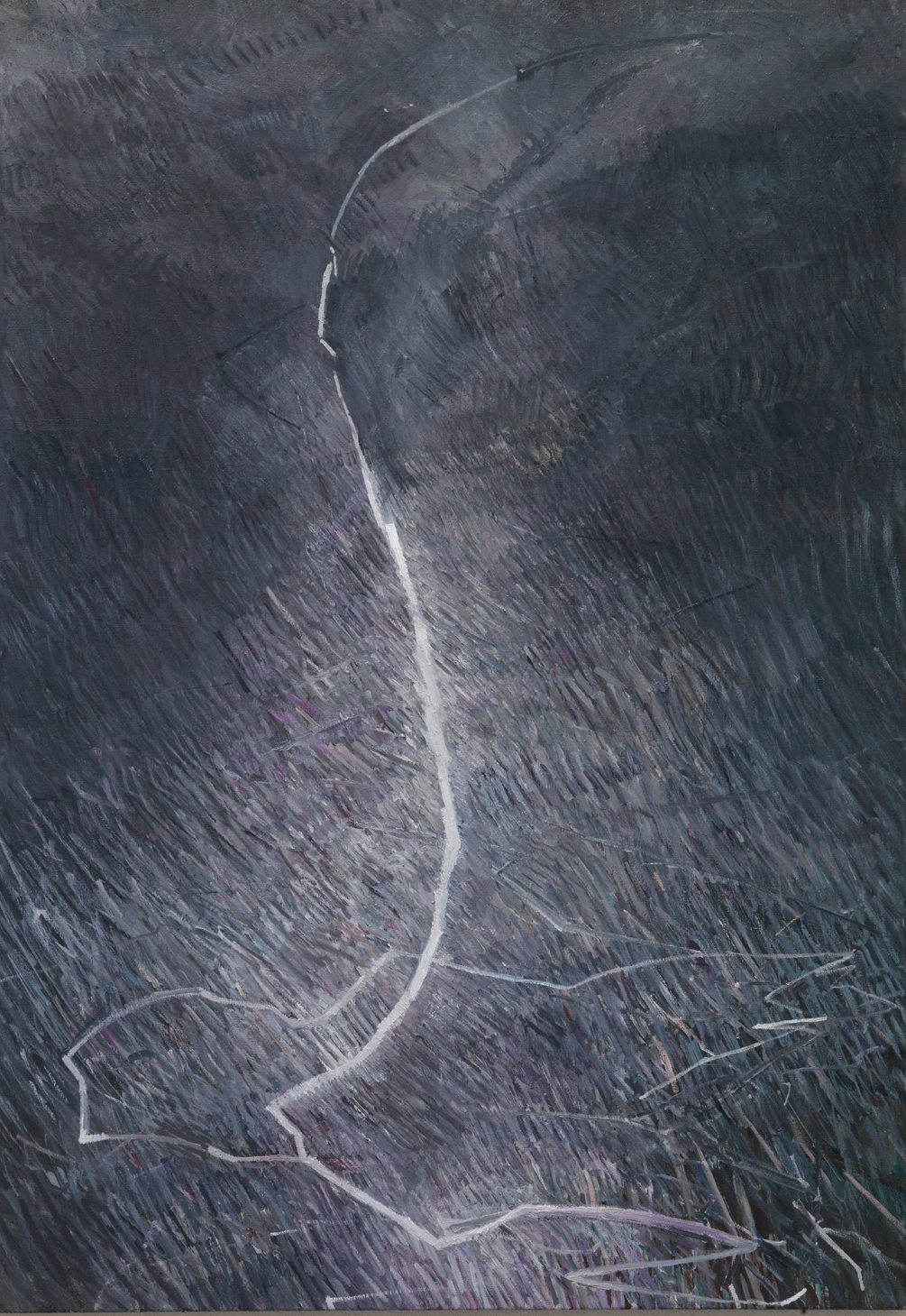
Томас Нольден «Блискавка», 2009 рік, розмір 230 × 160 см, полотно, олія

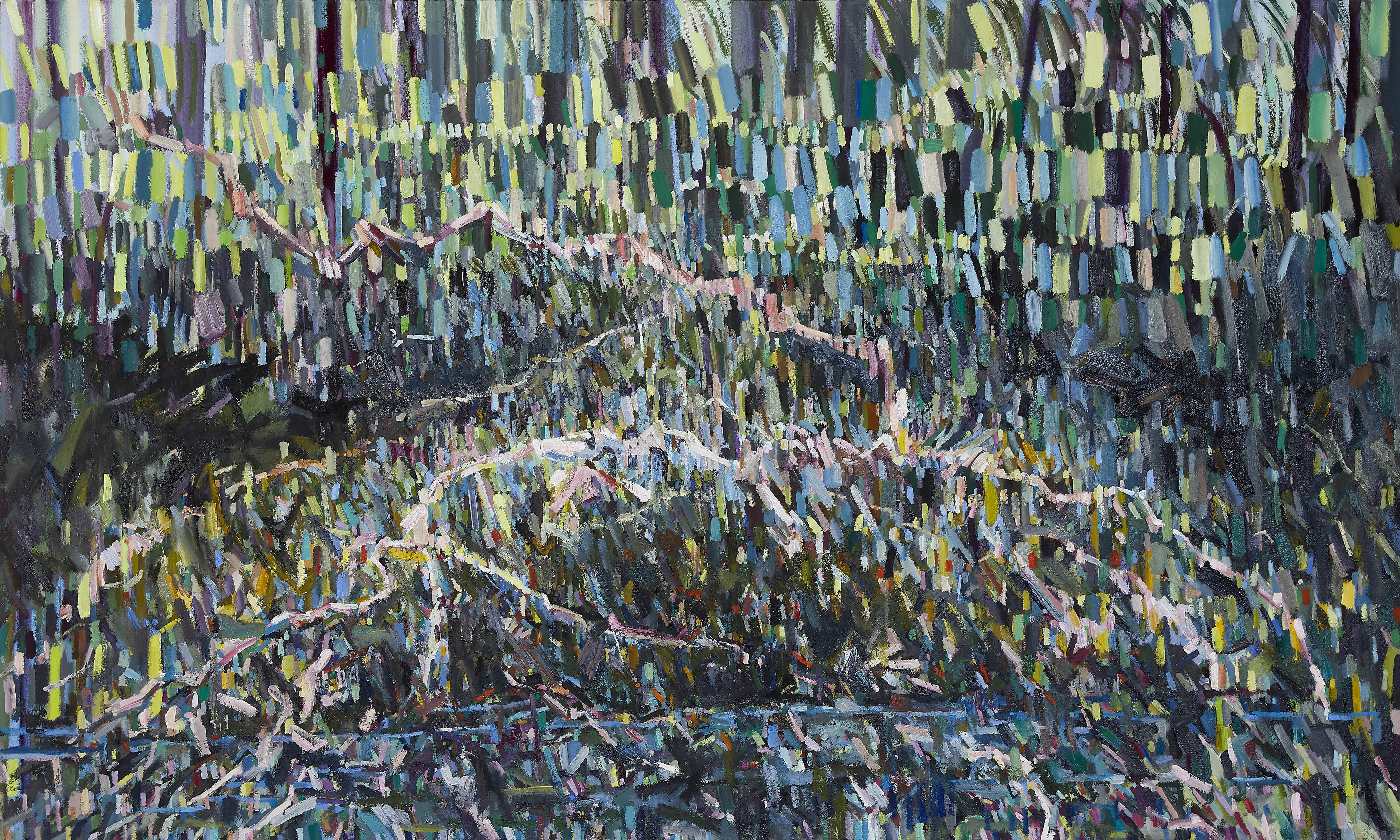
Томас Нольден «Під мохом величезне озеро», 2017 рік, розмір 130 × 210 см, полотно, олія

Томас Нольден (нім. Thomas Nolden; народився 12 травня 1965 року в Кельні) — сучасний німецький художник.

## Творчий шлях
Нольден навчався з 1988 по 1994 рік у Вищій школі мистецтв імені Штеделя (нім. Hochschule für Bildende Künste–Städelschule) у Франкфурті-на-Майні у Томаса Байрле (німецький художник-об'єктивіст, живописець, графік і відеохудожник), Мартіна Кіппенберґера (німецький живописець, інсталятор, перформансист, скульптор і фотограф) та Людґера Ґердеса (німецький художник, скульптор і мультимедійний митець). Закінчив навчання в 1994 році як студент-магістр Томаса Байрле. 
З 1986 по 1988 рік він вивчав живопис в Кельнському університеті прикладних наук (нім. Fachhochschule, нині Кельнський технічний університет) у Франца Данка (німецький художник і професор мистецтва).  Нольден відвідував з 1991 по 1992 рік Школу мистецтв Cooper Union у Нью-Йорку в класах Ганса Гааке (німецький художник-концептуаліст) та Роберта Бріра (американський кінорежисер і візуальний художник). 

## Життя та творчість

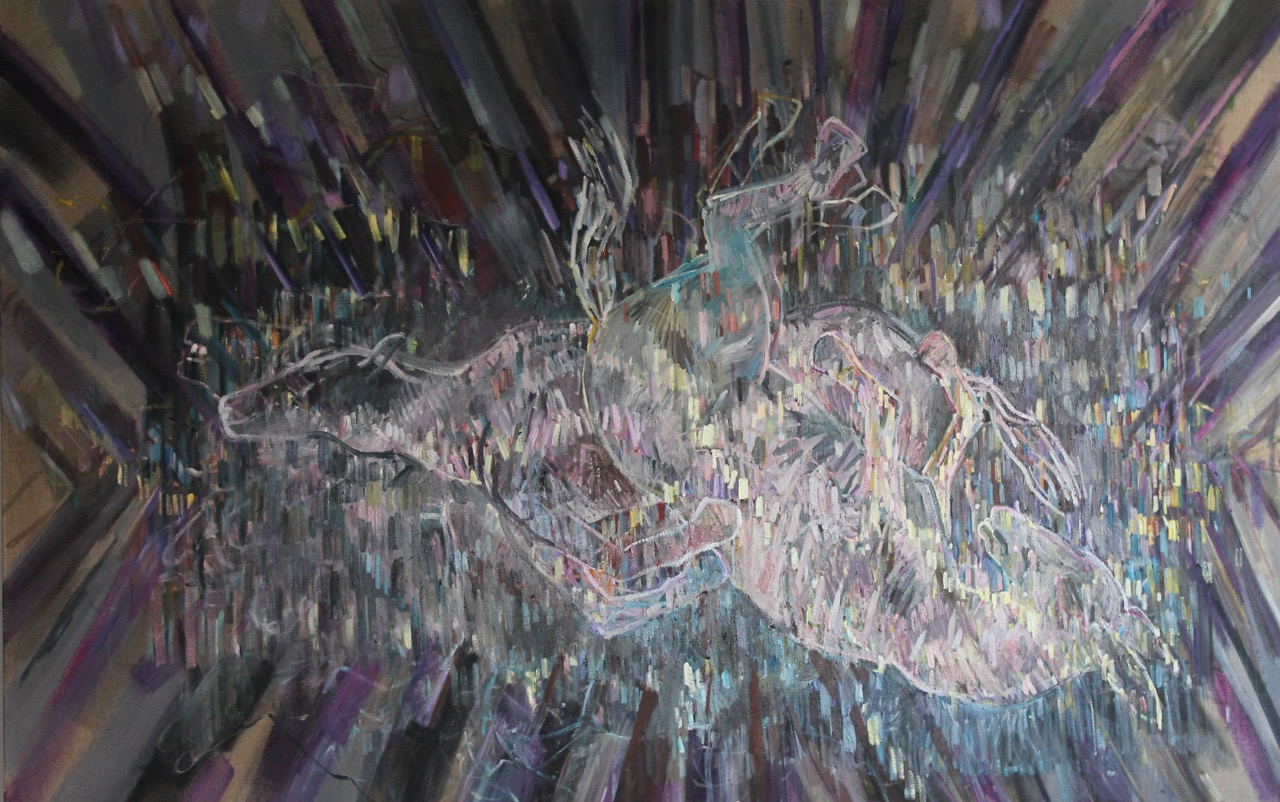
Томас Нольден «ПЕРЕХІД», 2020 рік, розмір 160 × 260 см, полотно, олія

Після навчання у Вищій школі мистецтв імені Штеделя (нім. Hochschule für Bildende Künste–Städelschule) і подальшого перебування в Школі мистецтв 1991 по 1992 рік Школу мистецтв Cooper Union у Нью-Йорку, Томас Нольден з 1993 по 2009 рік створював у «герметично закритих живописних просторах величезні кольорові тіла, що нагадують уламки дерев та блискавки».  У тексті про картину Томаса Нольдена публіцист  Ангеліка Горн звертається до теми блискавки, як до метафори потрясіння в момент сприйняття, і покликається на Теодора Адорно: «Найближче до витвору мистецтва як явища є видіння, а саме - небесне видіння». (Adorno , Theodor W. Ästhetische Theorie. Цитовано за: Horn, Angelica. Tag des Bildes - Zur Malerei von Thomas Nolden. 2008). 
Починаючи з 2012 року, візуалізація робочого процесу стала для Нольдена однією з центральних тем. Це призвело до публікації лепорелло «Одна картина - це багато картин» із супровідними текстами Вібке фон Бонін (німецька історикиня культури та публіцистка) та Вольфґанґа Ульріха (німецький мистецтвознавець і культуролог). Ця публікація показує етапи розвитку двох великоформатних картин як процес постійних запитань і переформулювань. В опублікованому інтерв'ю з історикинею культури Вібке фон Бонін, Томас Нольден зазначив:
«Образ, який я формулюю, повинен протистояти великій кількості образів, які ми маємо в голові. Це завжди спілкування з багатьма образами. З кожним мазком, навіть з першим рухом на полотні, ми залучені до історії живопису. Кожна фігуративна репрезентація здається вже має вищу репрезентацію в історії мистецтва, з якою вона пов'язана, з якою вона перебуває в діалозі, і на тлі якої вона себе утверджує». (Вібке фон Бонін, історикиня культури: Заклик до фігурації - розмова з Томасом Нольденом).

## Визнання
«Томас Нольден (...) показує те, що зазвичай не відображається, а саме - довгі метаморфози, яких може зазнати картина. (...) Спосіб, у який Томас Нольден оприлюднює свої зображення, можна визнати практикою, що випередила свій час: чутливою до великих змін, які щойно розпочалися у ставленні до зображень». (Вольфґанґ Ульріх, німецький мистецтвознавець: Процеси образів. Томас Нольден і майбутнє образів).
«У той час, як його невеликі полотна, створені здебільшого на природі, сприймаються майже монохромно, нинішні пейзажі у великому форматі, не тільки набагато ближчі до дійсності, вони ще й випромінюють спокусливе сяйво кольору (...) Тож перед пейзажами Нольдена ти відчуваєш себе наче під дією наркотиків. І в той же час ти знаєш, що не спиш». (Крістоф Шютте, публіцист у Frankfurter Allgemeine Zeitung від 25 липня 2014 року, «Вибіркова спорідненість уві сні та наяву». Рецензія на виставку Томаса Нольдена та Ніколь ван ден Плас (бельгійська художниця) у Галереї Hübner + Hübner (галерея міжнародного сучасного мистецтва), Франкфурт-на-Майні).
«Живопис Томаса Нольдена пронизаний великою інтенсивністю та серйозністю у дослідженні кольору, матеріалу та живописного винаходу. Томас Нольден провокує поле напруги між художником і його матеріалом - він рухається "всередину" ілюзорного простору полотна - в конденсовану ситуацію, в якій він може стати матеріалом, а матеріал - ним. Жодних колажів - жодних безпечних трюків - жалюгідний старомодний ризик, в якому все може будь-коли зазнати невдачі - або ж створюється цілеспрямована ситуація - і тоді досягається конгруентність матеріалу і художника в сенсі Лакана: "У тому, що ми бачимо, завжди є точка, з якої сама картина дивиться на нас - точка, в якій ми самі вже вписані в картину"». (Томас Байрле (німецький художник), 2007 р.).
«Останнє, але не менш важливе: “Річкові ландшафти” Томаса Нольдена показують, звідки живопис, який щонайменше раз на десятиліття оголошували мертвим, все ще черпає не лише своє виправдання, але й свою вибуховість... Це конкретизується у прямому, фізичному протистоянні з об'єктом, у нерозривному синтезі, емерджентній взаємодії ока, руки, психіки, інструментів і матеріалів та зовнішнього світу - настільки інтенсивній, безпосередній і переплетеній з усім тим, чим є сам суб'єкт, що її не можна передати жодним технічним засобом. (...) Тож ці роботи про те, як сучасний живопис може відповідати на пікселізацію навколишнього середовища своїми справжніми засобами...». (Герберт М. Гурка, (німецький публіцист): Вступ до «Річкові ландшафти» Томаса Нольдена, Мистецьке об'єднання Шальштадт, 2018 р.).

## Виставки (вибірка)

### Персональні виставки
- 2023 «Поглиблення», [10] Зал культури (нім. Kulturhalle), Тюбінген
- 2022 «Колір як факт», [11] Strzelski Galerie, Штутгарт
- 2021 «Одна картина - це багато картин - гра світла», [12] Мистецький дім Ренанія (нім. Kunsthaus Rhenania), Кельн
- 2020 «Одна картина - це багато картин», [13] Галерея Hübner + Hübner, Франкфурт-на-Майні
- 2018 «Річкові ландшафти», [14] Мистецьке об'єднання (нім. Kunstverein), Шальштадт
- 2017 «Відкриття», Strzelski Galerie, Штутгарт
- 2016 «Хай буде світло», [15] Виставкові зали «Хлібні» Національного заповідника «Софія Київська», Київ, Україна
- 2015 «Kawasaki Bar», Музей Маріно Маріні (італ. Museo Marino Marini), Пістоя, Італія
- 2014 «Походження», [16] Галерея Hübner + Hübner, Франкфурт-на-Майні
- 2013 «Постаті на Дніпрі», Кременчуцька міська художня галерея, Україна
- 2012 «Подвійне літо», [17] Галерея Hübner + Hübner, Франкфурт-на-Майні
- 2012 «Karin Trenkel / Томас Нольден», Galerie Hommes, Роттердам, Нідерланди
- 2009 «Серйозний живопис», Мистецьке об'єднання родини Монтез (нім. Kunstverein Familie Montez), Франкфурт-на-Майні
- 2003 «Вівця», Музей Біберач (англ. Braith-Mali-Museum), Біберах-на-Рісі
- 2002 «Гілля», Мистецьке об'єднання Бібераха (нім. Kunstverein Biberach), Біберах-на-Рісі
- 2002 «Простір у зображенні», Асоціація художників Тюбінгена, Тюбінген
- 2001 «Стиль», Форум у Домініканському монастирі, Франкфурт-на-Майні
- 1999 «Гілля», Галерея IG Metall (IGM нім. Industriegewerkschaft Metall), Франкфурт-на-Майні
- 1998 «Гілочка», Goop Gallery, Франкфурт-на-Майні
- 1996 «Три дерева», Галерея Fruchtig, Франкфурт-на-Майні

### Групові виставки
- 2024 «Freunde - Друзі», німецько-українські художні пари на мистецькому форумі Озерний край Франконії
- 2023 «Freunde - Друзі», німецько-українські художні пари у фойє театру, Театральна фундація Лінденгофа (нім. Theater Lindenhof)[18]
- 2022 «Freunde - Друзі», німецько-українські художні пари, Мистецтво у вежі Боніфація (нім. Bonifatius Turm), Рьотенбах (нім. Röthenbach)
- 2019 «Майбутнє», Галерея Hübner + Hübner, Франкфурт-на-Майні
- 2017 «Франкфурт», Галерея Hübner + Hübner, Франкфурт-на-Майні
- 2015 «Rien ne va plus», Південнонімецька мистецька спілка
- 2015 «Закохані художники та сердечні справи», Galerie der HBK Saar, Саарбрюкен
- 2014 «Домівка», Галерея Hübner + Hübner, Франкфурт-на-Майні
- 2014 «Закохані моряки та художники, що сміються», Гавань морського музею, Роттердам, Нідерланди
- 2013 «Вибіркова сліпота», Художня галерея на Гамбурзькій площі, Школа мистецтв Берлін-Вайсензее (нім. Kunsthochschule Berlin-Weißensee)[19]
- 2013 «Закохані художники», Південнонімецька мистецька спілка
- 2013 «Митці галереї», Галерея Hübner + Hübner, Франкфурт-на-Майні
- 2012 «Лінія за лінією», Strzelski Galerie, Штутгарт
- 2011 «Ми - мистецтво», Strzelski Galerie, Штутгарт
- 2011 «Абстракція», Виставкова зала 1А, Франкфурт-на-Майні
- 2011 «Другий показ», Strzelski Galerie, Штутгарт
- 2009 «Мислити як ліс», Stiftung Syltquelle, Зюльт
- 2009 «Моє покоління», Мистецьке об'єднання родини Монтез (нім. Kunstverein Familie Montez), Франкфурт-на-Майні
- 2008 «Портрети», Галерея Вашингтон-стріт, Анн-Арбор, Мічиган, США
- 2004 «Вівці», Виставковий зал 1А, Франкфурт-на-Майні
- 2000 «Студент магістратури» Художня спілка Гіршберґ, кураторка Кріста Неєр
- 1997 «Амілі», Мистецька спілка, Кронах
- 1993 «Живопис 2000», Сучасний музей м. Мальме, Швеція

## Публікації
- 2020 Ein Bild sind viele Bilder, Thomas Nolden / Wibke von Bonin / Wolfgang Ullrich, Distanz Verlag, Berlin, ISBN 978-3-95476-308-5 (Одна картина - це багато картин Томас Нольден / Вібке фон Бонін (німецька історикиня культури та публіцистка) / Вольфґанґ Ульріх (німецький мистецтвознавець і культуролог)
- 2010 Landschaft mit Schafen, Thomas Nolden mit Texten von Gerhard Theewen, Salon Verlag, Köln, ISBN 978-3-89770-373-5 (Пейзаж з вівцями, Томас Нольден, тексти Ґергарда Тівена (німецький художник, письменник і публіцист)
- 2008 Gesichter sehen, Thomas Nolden / Barbara Wild, Salon Verlag, Köln, ISBN 978-3-89770-305-6 (Бачити обличчя, Томас Нольден / Барбара Вільд (німецька спеціалістка з неврології та психіатрії, психотерапії))
- 2004  Schafe, Thomas Nolden, Salon Verlag, Köln, ISBN 3-89770-233-9 (Вівці, Томас Нольден)

## Відео
- Кінопортрет Томаса Нольдена „Inside the Painting“ («Всередині картини») (HDV, Німеччина 2024, 17 хв.), Томас Йозеф Рот (німецький кінорежисер), DokHaus, Берлін[20]

## Викладання
- З 2013 року – керівник післядипломного курсу з живопису, Декарт, Академія дизайну та мистецтва (нім. dekart, Design und Kunst Akademie), Ройтлінген[21]
- З 2013 року – викладач фігуративного живопису, Вільна академія мистецтв (нім. Freie Kunstakademie), Франкфурт-на-Майні[22]
- 2004-2018 рр. – викладач олійного живопису, Інститут образотворчого мистецтва Тюбінгенського університету
- 2016 – семінари з теорії кольору, Мангеймський університет прикладних наук, факультет дизайну, Мангайм
- 2014 – проект концепції виставки, Саарський університет образотворчих мистецтв (HbK Saar, нім. Hochschule der Bildenden Künste Saar), Саарбрюкен
- 2013 р. / 2014 – викладач мистецької освіти, Школа мистецтв Берлін-Вайсензее (нім. Kunsthochschule Berlin-Weißensee), Берлін

## Веб-посилання
- Веб-сайт Томаса Нольдена
- Біографія Томаса Нольдена на веб-сайті Strzelski Galerie, Штутгарт
- Коротка біографія та список виставок на сайті Галереї  Hübner + Hübner, Франкфурт-на-Майн
- Сторінка Томаса Нольдена у Вільній академії мистецтв (нім. Freie Kunstakademie), Франкфурт-на-Майні
- Література Томаса Нольдена та про нього в каталозі Німецької національної бібліотеки
- Предмети Томаса Нольдена в Центральному архіві міжнародної торгівлі мистецтвом (нім. Zentralarchiv des internationalen Kunsthandels)

## Індивідуальні посилання
1. ↑  Біографія - Томас Нольден. Отримано 11 листопада 2024 р.
2. ↑  Томас Нольден | Strzelski Galerie | Художня галерея | Штутгарт. Отримано 11 листопада 2024 р.
3. ↑  Великі формати 1993-2009 - Томас Нольден. Отримано 27 грудня 2024 р.
4. ↑  День картини - Томас Нольден. Отримано 18 грудня 2024 р.
5. ↑  Одна картинка - це багато картин. 2020, стор. 15. (Онлайн [отримано 3 грудня 2024 р.]).
6. ↑  Одна картинка - це багато картин. 2020, стор. 13/15. (Онлайн [отримано 3 грудня 2024 р.]).
7. ↑  Вибіркова спорідненість Крістоф Шютте 2014 - Томас Нольден. Отримано 29 грудня 2024 р.
8. ↑  Томас Байрле (2007) - Томас Нольден. Отримано 29 грудня 2024 р.
9. ↑  Річкові ландшафти - Томас Нольден. Отримано 29 грудня 2024 р.
10. ↑  Томас Нольден - поглиблення. Отримано 14 листопада 2024 р.
11. ↑  АртФакти: Колір як факт | Виставка. Отримано 29 грудня 2024 р.
12. ↑  24 вересня 2021 - 26 вересня 2021 | Одна картина - це багато картин, Мистецькі ініціативи Кельну (нім. Art Initiatives Cologne (AIC)).
13. ↑  Одна картина - це багато картин в Галереї Hübner + Hübner - Артленд. Отримано 29 грудня 2024 р. (англ.).
14. ↑  Про бажання художника натякнути на речі або навіть приховати їх. Публікація в Баденській газеті (нім. Badische Zeitung). 22 листопада 2018 р., отримано 29 грудня 2024 р.
15. ↑  Виставка "Хай буде світло" триває в столиці, на Ukraine Art News
16. ↑  Виставки в Галереї Hübner + Hübner Походження. galerie-huebner.de, 4 грудня 2010 р. Отримано 29 грудня 2024 р.
17. ↑  Подвійне літо. galerie-huebner.de, 4 грудня 2010 р. Отримано 29 грудня 2024 р.
18. ↑  Freunde - Друзі. In: Theater Lindenhof. Отримано 29 грудня 2024 р.
19. ↑  Вибіркова сліпота, на kh-berlin.de
20. ↑  Томас Нольден „Inside the Painting“ («Всередині картини»), на dokhausberlin.org
21. ↑  Аспірантура, на vhsrt.de. Отримано 1 січня 2025 р.
22. ↑  Томас Нольден, на fkaf.de. Отримано 1 січня 2025 р.